# Gouvernement Klassou I
Quatrième République
Ahoomey–Zunu II Klassou II
Komi Sélom Klassou, anciennement vice-président de l'Assemblée nationale depuis 2007 a été nommé le 5 juin 2015 Premier ministre, un mois après la prestation de serment de Faure Gnassingbé, le 4 mai 2015, qui a remporté les élections présidentielles du 25 avril 2015 avec 58,77% du suffrage exprimé.
Il devient ainsi le 1er Premier ministre du 3e mandat présidentiel de cinq ans de Faure Gnassingbé et succède à Arthème Ahoomey-Zunu qui avait annoncé sa démission le 22 mai 2015.
Le Premier ministre a formé le 28 juin  son équipe gouvernementale composée de 23 ministres, dont quatre femmes.

## Composition initiale

### Premier ministre
| Portrait           | Fonction         | Titulaire | Titulaire          | Parti |
| ------------------ | ---------------- | --------- | ------------------ | ----- |
| Komi Sélom Klassou | Premier ministre |           | Komi Sélom Klassou | UNIR  |

### Ministres
Le ministère de la Défense et des Anciens Combattants est rattaché à la Présidence de la République La nouvelle équipe est composée de :
| Fonction | Titulaire                        | Titulaire            | Parti |
| --- | -------------------------------- | -------------------- | ----- |
| Ministre d'État Ministre de l'Économie et des Finances, de la Planification et de la Prospective                                                      |                                  | Adji Otèth Ayassor   | UNIR  |
| Ministre du Développement à la base, de l'Artisanat et de l'Emploi des jeunes                                                                         | Victoire Tomégah-Dogbé           |                      | UNIR  |
| Ministre de l'Enseignement supérieur et de la Recherche                                                                                               |                                  | Octave Nicoué Broohm | CPP   |
| Ministre de la Fonction publique, du Travail, de l'Emploi, de la Réforme administrative, de la Sécurité sociale et de la Promotion du dialogue social |                                  | Gilbert Bawara       | UNIR  |
| Ministre des Postes et de l'Économie Numérique | Cina Lawson                      |                      | UNIR  |
| Ministre des Infrastructures et des Transports | Ninsao Gnofam                    |                      | UNIR  |
| Ministre de la Sécurité et de la Protection civile | Damehane Yark                    |                      | UNIR  |
| Ministre des Affaires étrangères, de la Coopération et de l'Intégration africaine                                                                     | Robert Dussey                    |                      | UNIR  |
| Ministre de l'Agriculture, de l'Élevage et de l'Hydraulique                                                                                           | Ouro-Koura Agadazi               |                      | UNIR  |
| Ministre de l'Administration territoriale, de l'Administration et des Collectivités locales                                                           | Payadowa Boukpessi               |                      | UNIR  |
| Ministre du Commerce, de l'Industrie, de la Promotion du secteur privé et du Tourisme                                                                 | Bernadette Legzim-Balouki        |                      | UNIR  |
| Ministre de la Justice et des relations avec les Institutions de la République :                                                                      | Kokouvi Pius Agbetomey           |                      | UNIR  |
| Ministre de l'Urbanisme, de l'Habitat et du Cadre de vie                                                                                              | Fiatuwo Sessenou                 |                      | UNIR  |
| Ministre des Enseignements primaires et secondaires                                                                                                   | Komi Palamwé Tchakpélé           |                      | UNIR  |
| Ministre de l'Enseignement technique et de la Formation professionnelle                                                                               | Georges Aïdam                    |                      | UNIR  |
| Ministre de l'Environnement et des Ressources forestières                                                                                             |                                  | André Johnson        | UFC   |
| Ministre de la Communication, de la Culture, de la Jeunesse, des Sports et de la Formation civique                                                    |                                  | Guy Madjé Lorenzo    | UNIR  |
| Ministre de la Santé | Moustafa Mijiyawa                |                      | UNIR  |
| Ministre des Mines et de l'Énergie | Ably Bidamon                     |                      | UNIR  |
| Ministre de l'Action sociale, de la Promotion sociale et de l'Alphabétisation                                                                         | Léa Tchabinandi Kolani Yentchare |                      | UNIR  |

### Ministres délégués
| Fonction                                                         | Ministre de tutelle                    | Titulaire | Titulaire             | Parti |
| ---------------------------------------------------------------- | -------------------------------------- | --------- | --------------------- | ----- |
| Ministre délégué chargé de la Planification et de la Prospective | Ministre de l'Économie et des Finances |           | Kossi Assimaïdou      | UNIR  |
| Ministre délégué chargé du Budget                                | Ministre de l'Économie et des Finances | Sani Yaya |                       | UNIR  |
| Ministre auprès de la Présidence de la République                | Président de la République             |           | Batienne Kpabré Silly | UNIR  |
| Ministre sans portefeuille                                       | Premier ministre                       |           | Elliott Ohin          | UFC   |

## Remaniements

### Ajustement du29 juin
Le lendemain de la proclamation du gouvernement, plusieurs retouches sont apportées par Faure Gnassingbé. Le ministère de l'Enseignement technique et de la Formation professionnelle est dorénavant délégué auprès du  ministère des Enseignements primaire, secondaire et de la Formation professionnelle. La Jeunesse est détachée des Sports et rattachée au Développement à la base, de l'Artisanat et de l'Emploi des jeunes Le ministère de l'Économie, des Finances, de la Planification et de la Prospective devient le ministère de l'Économie, des Finances et de la Planification du développement. De plus, le ministère de la Santé se voit rattachée la Protection sociale

### Renforcements ministériels
Au cours de son mandat Komi Sélom Klassou appelle différentes personnalités politiques à rejoindre son équipe gouvernementale, parmi lesquelles :
- Antoine Lékpa Gbegbeni (février 2018) au ministère de l'Eau, de l'Assainissement et de l'Hydraulique villageoise[3].

### Mini-remaniement de 2016
En août 2016, Adji Otèth Ayassor est remplacé par Sani Yaya à la tête du ministère de l'Économie et des Finances. Nakpa Polo devient Secrétaire d'État auprès du ministre de la Justice et des Relations avec les institutions de la République, chargée des Droits de l'homme.